# Streichquartett Nr. 1 (Kodály)
Das Streichquartett Nr.1 in c-Moll op. 2 ist eines von zwei Streichquartetten des ungarischen Komponisten Zoltán Kodály.

## Entstehung, Aufbau und Stil
Obwohl das Werk eine sehr niedrige Opuszahl aufweist, hatte sich Kodály, bevor das Quartett 1910 seine Premiere feierte, längst einen Namen als fähiger Komponist gemacht. Frühere Werke waren bereits mit Erfolg aufgeführt worden. Seit 1907 war der junge Musiker zudem als Dozent an der Franz-Liszt-Musikakademie tätig, an der er vorher studiert hatte. Etwa zur selben Zeit hatte er begonnen, sich intensiv mit der Musik des Impressionisten Claude Debussy zu beschäftigen, darunter auch mit dessen frühem Streichquartett. Sich an dem Konzept orientierend, die klassische Form des Streichquartetts als Grundgerüst beizubehalten, sie jedoch um unkonventionelle und moderne Komponenten zu ergänzen, schuf Kodály ein Werk, das eine originelle Tonsprache aufweist. Die Sätze lauten:
- Andante poco rubato - Allegro
- Lento assai - Tranquillo
- Presto
- Allegro

Das Werk ist klassisch viersätzig entworfen. Einem Sonatensatz folgt ein langsamer, das Scherzo leitet dann über zum Finale, das aus virtuosen und beschwingten Variationen der vorangegangenen Sätze besteht. Er herrscht ein spätromantischer, sehr melodischer, gemäßigt moderner Stil vor, bei dem die Grenzen der Tonalität vereinzelt durch unkonventionelle Stimmführung und bitonale Elemente durchbrochen werden. Motive der ungarischen Volksmusik, die für Kodály charakteristisch werden sollten, werden ebenso verarbeitet wie „Genrezitate“, etwa das Anklingen eines Trauermarsches im zweiten Satz.

## Aufführung und Rezeption
Das Werk feierte im März 1910 seine Premiere während eines Konzertfestes in Budapest, bei dem auch Béla Bartóks erstes Streichquartett uraufgeführt wurde. Die Werke der beiden zeitlebens eng befreundeten Komponisten wurden beide begeistert aufgenommen und schnell auch international bekannt. Sie gelten als Doppelgeburt der modernen ungarischen Kammermusik. Allerdings sollte das kammermusikalische Schaffen Bartóks das Kodálys schon bald weit übertreffen. Während Bartóks insgesamt sechs Streichquartette zu den bedeutendsten der Moderne gehören, komponierte Kodály nur ein weiteres (op. 10), das vergleichsweise wenig Verbreitung fand. Beide Quartette Kodálys werden jedoch auch heute noch verschiedentlich aufgeführt und eingespielt.